# 1997-es magyar teniszbajnokság
Az 1997-es magyar teniszbajnokság a kilencvennyolcadik magyar bajnokság volt. A bajnokságot szeptember 22. és 28. között rendezték meg Nyíregyházán, a Városi Stadionban.

## Eredmények
| Versenyszám  | Arany                                              | Arany | Ezüst                                                             | Ezüst | Bronz | Bronz |
| ------------ | -------------------------------------------------- | ----- | ----------------------------------------------------------------- | ----- | --- | ----- |
| Férfi egyéni | Lukács Iván Vasas SC                               |       | Barátosi Levente Vasas SC                                         |       | Szépvölgyi Tamás IDOM Team 2000 TSESzilágyi Csaba LRI-Malév SC                                                                               |       |
| Női egyéni   | Földényi Annamária Vasas SC                        |       | Mandula Petra Vasas SC                                            |       | Holló Annamária Bp. SpartacusStadler Ildikó Synergon SE Vác                                                                                  |       |
| Férfi páros  | Bardóczky Kornél, Keresztes Krisztián BSE          |       | Böröczky Zoltán, Váci Balázs LRI-Malév SC                         |       | Fekete Rudolf, Papp Zoltán Újpesti TE, LRI-Malév SCKisgyörgy Gergely, Rajó Balázs MTK, Elektromos SE                                         |       |
| Női páros    | Földényi Annamária, Mandula Petra Vasas SC         |       | Kovács Krisztina, Noszály Andrea Balatonboglári SC, Bp. Spartacus |       | Berecz-Szatmári Kinga, Molnár Eszter Zalaegerszegi TE, Bp. SpartacusBerecz-Szatmári Boglárka, Zubor Ildikó Zalaegerszegi TE, Nyíregyházi VTC |       |
| Vegyes páros | Jancsó Miklós, Gubacsi Zsófia Vasas SC, Bp. Honvéd |       | Petrovics Szilárd, Németh Tünde Pécs VTC, Zalaegerszegi TE        |       | Kisgyörgy Gergely, Mandula Petra MTK, Vasas SCNándori Levente, Domán Éva Elektromos SE, Bp. Spartacus                                        |       |